# 中華艾草蚜
中華艾草蚜（学名：Macrosiphoniella formosartemisia）为常蚜科小長管蚜屬下的一个种。